# Ільва Лігабуе
Ільва Лігабуе — італійська оперна співачка (сопрано). 
Закінчила Міланську консерваторію.